# Barisciano

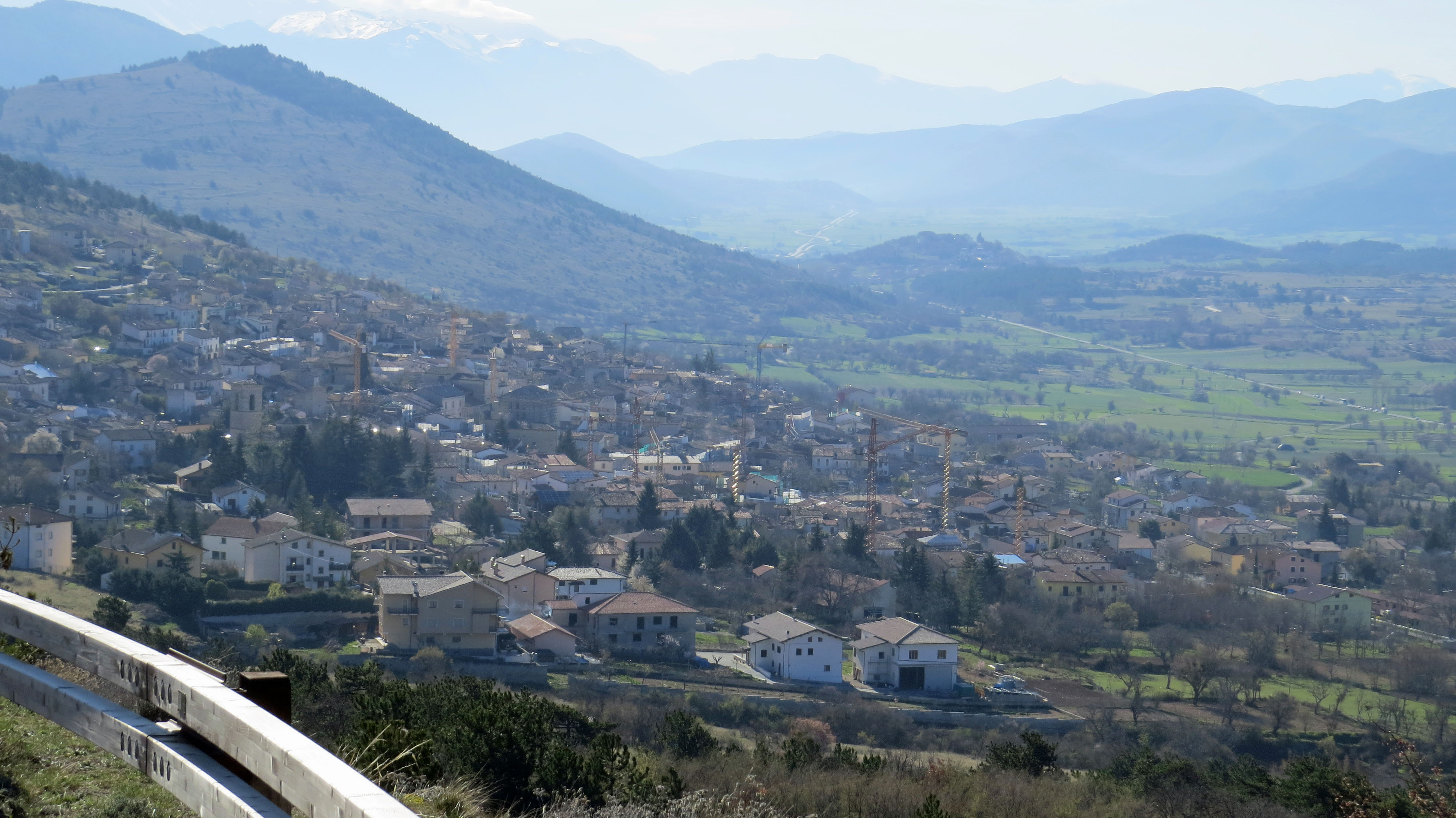
Barisciano von Nordwesten

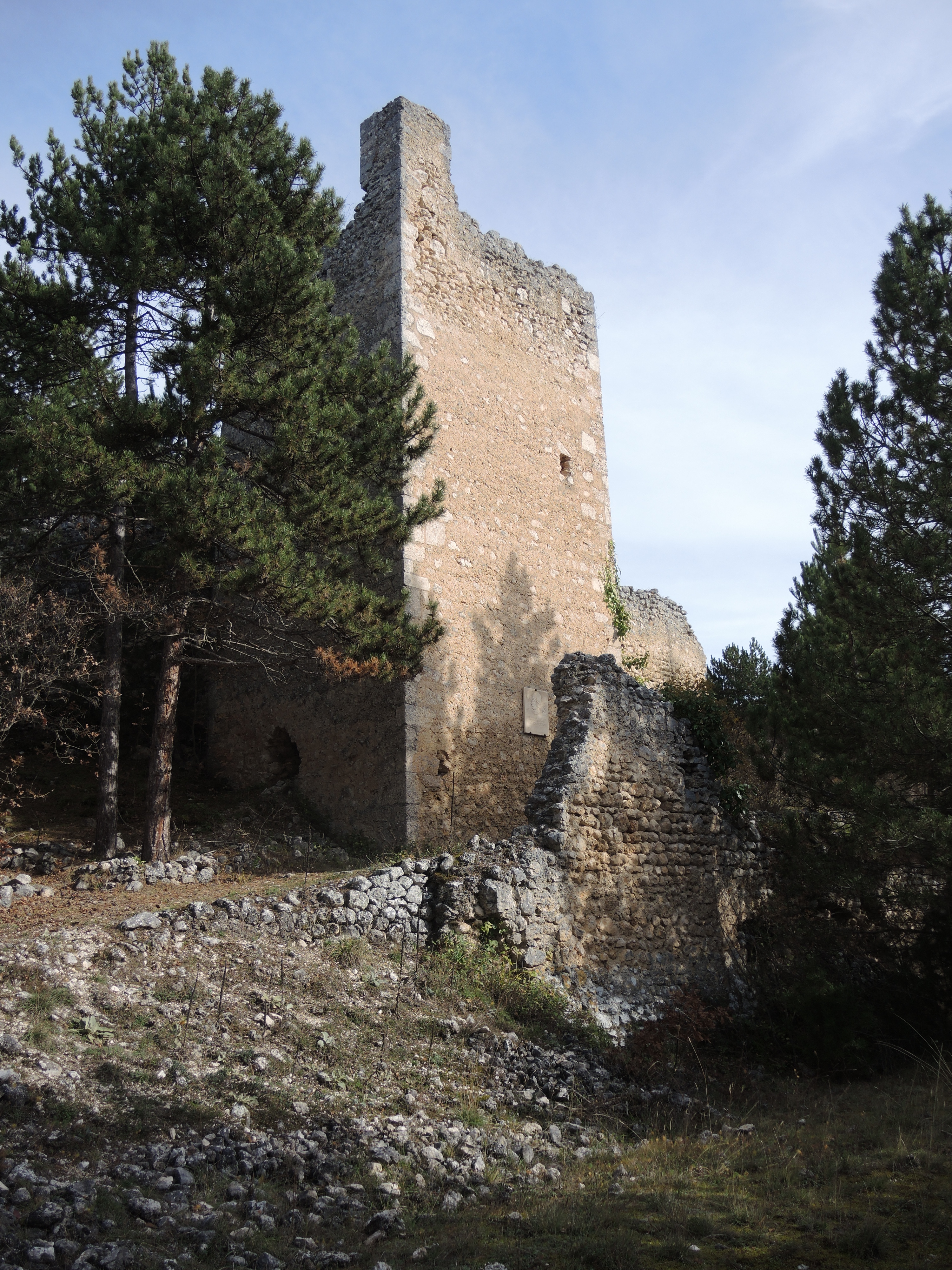
Castello di Barisciano

Barisciano ist eine italienische Gemeinde (comune) mit 1733 Einwohnern (Stand 31. Dezember 2023) in der Provinz L’Aquila in den Abruzzen. Die Gemeinde liegt etwa 18 Kilometer von L’Aquila und gehört zur Comunità montana Campo Imperatore-Piana di Navelli. Teile von Barisciano liegen im Nationalpark Gran Sasso und Monti della Laga. Die Gemeinde liegt nahe dem Epizentrum des Erdbebens von 2009.

## Verkehr
Durch die Gemeinde führt die Strada Statale 17 dell'Appennino Abruzzese e Appulo Sannitica von Antrodoco nach Foggia.